# 華海藥業
浙江華海藥業股份有限公司（上交所：600521）是中華人民共和國浙江省一家製藥企業，成立於1989年。2003年在上海證券交易所上市。公司由陳保華和周明華創辦。

## 外部連結
- 官方网站